# Карлов, Георгий Николаевич
Гео́ргий Никола́евич Ка́рлов ( 1905 — 1991) — советский художник-иллюстратор, заслуженный деятель искусств (1944).

## Биография и творчество
Родился в творческой семье: жена, Ольга Коржинская — скульптор, отец, Николай Карлов — заслуженный деятель культуры, художник-график и составитель учебника по графике. В детстве, по воспоминаниям самого Карлова, он лишился глаза, когда его выбил пьяный казак. В 1917 году отец умирает, а 12-летний Георгий, бывший недоучившимся кадетом, остался старшим мужчиной в семье. В тот момент он решил пойти по стопам родителей и самостоятельно начал учиться рисовать, в том числе пластическую анатомию и жизнь животных. Свою молодость Карлов провёл в Ташкенте. Во время Великой Отечественной войны на фронт его не взяли, и поэтому он занялся созданием пропагандистских плакатов и антифашистских рисунков. Всего он их выполнил около трёхсот.
Признанный мастер в изображении животных, проиллюстрировал более 100 книг для детей в издательствах Российской, Украинской и Молдавской республик («Будем знакомы», «Отчего и почему», «Приключения Тяфа», «Тяп и Ляп» и другие; на украинском языке: укр. Пушок і дружок, укр. Знамените каченя Тім, укр. Лебідь, Щука і Рак и другие), а также некоторые номера украинского детского журнала «Барвинок». С 1947 г. сотрудничал с детским журналом «Мурзилка». Его стиль характеризуется тщательным воспроизведением анатомии животных, но в то же время антропоморфностью и богатой мимикой. Своих персонажей он называл «мультяшками». Также он проиллюстрировал и «взрослые» книги сатирического жанра, такие как «12 стульев», «Баллада о пылающем сердце» и «Удачный улов».
Автор книги-учебника «Изображение птиц и зверей» (Просвещение, 1976 г.) переиздано под названием «Рисование животных и птиц» (Москва: Ижица, 2002 г.), которая обобщает большой опыт художника-анималиста, восполняет немаловажный пробел в литературе об изображении животных.
Также Карлов увлекался игрой на гитаре и их коллекционированием. Несмотря на отсутствие глаза, мог водить мотоцикл (например, до 1940 года управлял мотоциклом марки «Harley Davidson») и легковые машины.

## Семья
Сын — Кирилл Карлов (1940-2009) — художник-живописец, пейзажист, анималист, член Союза писателей России (2002), автор сборника рассказов «Сенька», основатель творческого объединения художников Подмосковья «Кириллица» (1991).